# بدع المطاوعة
بدع المطاوعة، هي إحدى القرى التابعة لمدينة غياثي، في المنطقة الغربية التابعة لإمارة أبوظبي في دولة الإمارات العربية المتحدة، وتنبع أهمية بدع المطاوعة كونها منطقة استقطاب قبلي ومسقط رأس قبيلة المناصير التي تعد أحد الأعمدة القبلية الرئيسية في حلف بني ياس.
في بدع المطاوعة حالياً ثلاث شعبيات ومركز صحي ومركز شرطة، وقد تم بناء مدرسة جديدة فيها تحمل اسم «بدع المطاوعة» بالإضافة إلى منتزه ترفيهي. وهي تبعد عن مدينة أبوظبي حوالي 300 كيلومتر وتبلغ مساحتها الإجمالية نحو 13 كيومتر مربع.